# 佐々木冬彦
佐々木 冬彦（ささき ふゆひこ、1965年1月28日 - 2020年6月24日）は、日本の作曲家、ハープおよび箜篌（くご）奏者。

## 来歴
岩手県江刺市（現・奥州市）に生まれる。生まれてほどなく一家は千葉県流山市に移住し、流山で育った。幼少期に音楽の教育はいっさい受けていない。シャンソンとオペラが好きな父親（東京芸術大学で西洋美術史の教鞭をとった佐々木英也）が家でよくかけていたレコードを一緒に聴いてはいたが、それによってクラシック好きの少年にはならなかった。
小学5年生の時にたまたまNHKラジオ第1放送の「音楽の泉」でカール・リヒターの演奏するバッハのオルガン曲を聴いてクラシック音楽が好きになる。またほどなくして聴いたヘルベルト・フォン・カラヤン指揮の「運命」のレコードに衝撃を受け、以降カラヤンを後年まで愛聴している。6年生の時にラジオでリヒャルト・シュトラウスの「アルプス交響曲」（ルドルフ・ケンペ指揮）を聴いて自分でも作曲をしたいと思うようになり。独学でピアノと作曲を始める。正式にピアノやソルフェージュを習い始めたのは中学3年になってからである（ちなみに同じ年のクリスマスにプロテスタント教会で洗礼を受けてクリスチャンになる）。地元の中学・高校ではクラシック好きの友人に恵まれ、彼らとの交流の中でクラシック音楽への造詣を深めた。
千葉県立東葛飾高等学校3年生の時にラジオで聴いた武満徹の「海へ II」の初演に深く感動し、武満を愛好するようになるとともに、ハープという楽器に深い愛情を持つようになる。高校卒業後、東京芸術大学に進学する。大学では「海へ II」を初演した篠崎史子からハープの指導を受ける。また、作曲科の担任は黛敏郎だったが、黛からは主に作曲技法上のプラクティカルな指導を受け、精神的には「第2実技」で師事した松村禎三に大きな影響を受けた。松村とは卒業後も長く親交を持った。
1987年に東京芸術大学作曲科を卒業後は同大学作曲科修士課程に進み、1990年に修了する。その直前の1989年12月10日に横浜市の神奈川県民ホール小ホールで谷川賢作らと自作自演のコンサートを開いて音楽家として正式デビュー。以来作曲と並行してハープの演奏でも活動する。クリスチャンとして多くのキリスト教会でチャペルコンサートに出演した。
1993年1月の国立劇場公演で一柳慧の「プラーナ」を弾いて箜篌奏者としてデビューする。それ以降当時国立劇場プロデューサーだった木戸敏郎とは多くのコラボレーションをおこなった。2012年2月にニューヨーク市で開いたリサイタル「箜篌の響き」（MFJ2012公演）はニューヨーク・タイムズ紙に掲載され、とくにこの演奏会のために作曲された、震災で被災した福島を悼む曲「ひとであるあかしとして」は高く評価された。朝日新聞にも「時空を超えた曲」と評された。
20代のはじめに受けた左目の網膜剥離の手術の後遺症（硝子体の混濁）が50代になってから顕在化し、左目がぼやけてしか見えないため遠近感が狂ってハープの弦が正確に見えなくなってしまう。これ以上の演奏困難を感じて2017年末の川越福音自由教会でのコンサートをもってハーピストを引退。その後も箜篌奏者としては活動を続け、また、ハープを練習していた時間を作曲に向けるようになり、「黙示録」のような大規模なオーケストラ作品も生み出した。
2020年6月24日、脳梗塞のため55歳で死去。

## 人物・人間関係
東京芸術大学での作曲科の担任は黛敏郎、「第2実技」師事は松村禎三。
大学でハープを師事した篠崎史子の箜篌の組み立て・調弦アシスタントを学生時代から長く勤め、また篠崎の指揮で武満徹の「海へ II」を演奏している。
カラヤンと武満以外に佐々木が愛好しているのはグレン・グールドとアルバン・ベルクとザ・ビートルズと矢野顕子、忌野清志郎である。バッハには愛好というより尊崇の念を抱いている。
2006年9月、ヴァイオリニストで大学の1学年後輩に当たる宮野陽子と結婚。大学時代に面識はなく、母教会の松戸小金原教会で出会う。結婚に際して宮野の子供3人の父となった。

## 賞歴
- 1995年、福井ハープ音楽賞第2回国際作曲コンクール優秀作曲賞
  - 本賞の受賞を機に審査員長だった一柳慧と交流が始まり、一柳作品を多く初演・再演。

## 主なフォノグラム
ソロ・アルバム
- 「主よ、人の望みの喜びよ」(JCD-008 インディーズ)
- 「祈り・音楽・海」（JCD-012 インディーズ）
- 「レザレクション・ウィズ・ユー」（JCD-158 インディーズ）
- 「愛について」（ALM Records ALCD-9172）

ゲスト出演
- 「甦る古代の響き～箜篌」（ALM Records ALCD-2002）
  - 一柳慧「時の佇いII」、石井眞木「歴年1200」箜篌演奏
- 「大陸・半島・島」～寺嶋陸也作品集（ALM Records ALCD-9026）
  - 箜篌演奏
- 「Voice」～紫園香フルート・アルバム（ALM Records ALCD-9031）
  - 佐々木冬彦作曲「紫の園に香るは…」収録
- 「胡笳（こか）の声」～中村仁美篳篥アルバム（ALM Records ALCD-95）
  - 佐々木冬彦作曲「天国の扉へ」及び「ひとであるあかしとして」収録
- 「敦煌琵琶譜による音楽」復元正倉院楽器のための・芝祐靖作曲（日本文化振興財団 VZCG-749）
  - 箜篌演奏

### 作曲作品リスト
音楽大辞典の作曲家の項目の慣例に倣って作品リストを付記する（出典は公式ホームページ）
- 「星が生まれる」ピアノのための（1981）高校時代の習作
- 「海へ」ハープとピアノのための（1984）東京藝大第1年次提出作品
- 「見えない鯨が目を覚ますとき、深海の鳥たちは目を覚ます」フルート協奏曲（ソリストはピッコロとアルト・フルート持ち替え）（1985）
- 「ジージョ」テープ作品（1985）
- 「海、深い夢」オーケストラのための（1986）
- 「海まで」メゾソプラノとピアノのための（1986）
- 「主の記念日のための前奏曲集」パイプオルガンのための（1986）YouTubeに音源あり
- 「祈り・音楽・海」ハープ、ピアノとオルガンのための（1989）
- 「使徒信条」（ラテン語テキストによる）混声合唱とオーケストラのための（1990）
- 「海へ（短縮改訂版）」（1990）YouTubeに音源あり
- 「父なる御神に」ハープのための（1992）CDあり
- 「カップル」チェロとハープのための（1995）第2回福井ハープ音楽賞受賞曲・YouTubeに音源あり
- 「恋歌」ハープのための（1995）CDおよびYouTubeに音源あり・出版楽譜あり
- 「紫の園に香るは…」フルート（アルト・フルート持ち替え）と箜篌のための（1998）CDあり
- 「Dona Nobis Pacem」オルガンとハープのための（1999）CDとYouTubeに音源あり
- 「山辺に向かいて」ハープのための（Option:ヴァイオリン）（2001）CDあり
- 「いのちの泉」バリトンとオルガンのための（2001）YouTubeに音源あり
- 「門司港・海峡アトリウムのための音楽」オーケストラと邦楽器のための（2003）YouTubeに音源あり
- 「天国の扉へ」大篳篥（篳篥持ち替え）とハープのための（Option:笙と竜笛）（2004）CDとYouTubeに音源あり・出版楽譜あり
- 「アメイジング・グレイス」ヴァイオリンとハープあるいはピアノのための（2004）CDとYouTubeに音源あり・出版楽譜あり
- 「レザレクション・ウィズ・ユー」ハープのための（2008）CDとYouTubeに音源あり（YouTubeは第1曲と第5曲の抜粋）・出版楽譜あり
- 「黙想曲」ハープのための（2009）CDあり・出版楽譜あり
- 「海の紙」女声合唱とピアノのための（2009）
- 「華の宴（うたげ）」箜篌と雅楽のための（2010）YouTubeに音源あり
- 「静かな感謝が湧き出でる時」ヴァイオリンとハープのための（2010）
- 「哀歌」ヴァイオリンとハープあるいはピアノのための（2011）CDあり・出版楽譜あり
- 「ひとであるあかしとして」ヴォーカル、箜篌、排簫のための（2012）CDとYouTubeに音源あり
- 「悲歌」ハープのための（2012）CDあり・出版楽譜あり
- 「ひとであるあかしとして（女声合唱版）」（2013）
- 「愛について」ヴァイオリンとハープのための（2014) CDあり・出版楽譜あり
- 「その橋は天へと続く」ハープ（箜篌持ち替え）笙とヴィオラのための（2015）CDあり
- 「光の道」ハープのための（2016）CDあり・出版楽譜あり
- 「SACRIFICE」ピアノのための（2017）第10回浜松国際ピアノ・コンクール課題曲・CDあり・出版楽譜あり
- 「Adios Giaco」ピアノのための3つの小品（2018）
- 「黙示録」オーケストラのための（2020）出版楽譜あり・パート譜はレンタル

以上のほかに佐々木は教会の礼拝のために膨大な数のオルガン前奏曲・後奏曲を作曲しているが現在その全容は把握できない。